# Air Macau
L'Air Macau (in cinese: 澳門航空) è la compagnia aerea di bandiera di Macao con base a Macao nata nel 1994 e controllata da Air China. Opera con voli di linea verso 28 destinazioni in 6 paesi.
La sede della compagnia è attualmente all'interno dell'edificio della CNAC a Sè sulla penisola di Macao.
La compagnia aerea è di proprietà della Air China che detiene il 66,9% delle azioni.
Nel 2019 ha trasportato circa 3,6 milioni di passeggeri, con un aumento annuo del 15,82%.

## Storia
La compagnia aerea fu fondata il 13 settembre 1994 e iniziò le operazioni commerciali il 9 novembre 1995, con un volo da Macao verso Pechino e Shanghai. Nel 1999 la compagnia aerea ha trasportato 1,1 milioni di passeggeri, con l'80% di essi provenienti da due città di Taiwan: Kaohsiung e Taipei. Il primo servizio di trasporto cargo è stato lanciato il 7 ottobre 2002, tra Taipei e Shenzhen via Macao.
Nel 2006 Air Macau era di proprietà di China National Aviation Corporation (51%), TAP Air Portugal (20%), STDM (14%), EVA Air (5%), Governo di Macao (5%) e altri investitori (5%). Nel 2010 la China National Aviation Corporation ha rilevato le quote azionarie detenute dalla TAP Air Portugal.

### Macau Asia Express
Macau Asia Express era un progetto di una compagnia aerea low-cost con base a Macao, che doveva essere lanciata originariamente nel 2007, offrendo voli di linea principalmente verso la Cina. È stata fondata il 24 gennaio 2006 con un finanziamento iniziale di 30 milioni di dollari. La nuova compagnia era di proprietà di Air Macau (51%) e ST-CNAC (CNAC e Shun Tak Holdings) (49%). La flotta di aeromobili sarebbe stata composta da 6 Airbus A320, che sarebbero aumentati a 11 entro il 2010.
Nel novembre 2007, il Macau Daily News ha riferito che Macau Asia Express aveva problemi finanziari, che hanno portato a un ritardo nella consegna dell'aereo già ordinato e, infine, alla revoca del certificato di operatore aereo nel 2008.

## Destinazioni
Air Macau, a gennaio 2021, serve 28 destinazioni in 6 paesi dell'Asia.

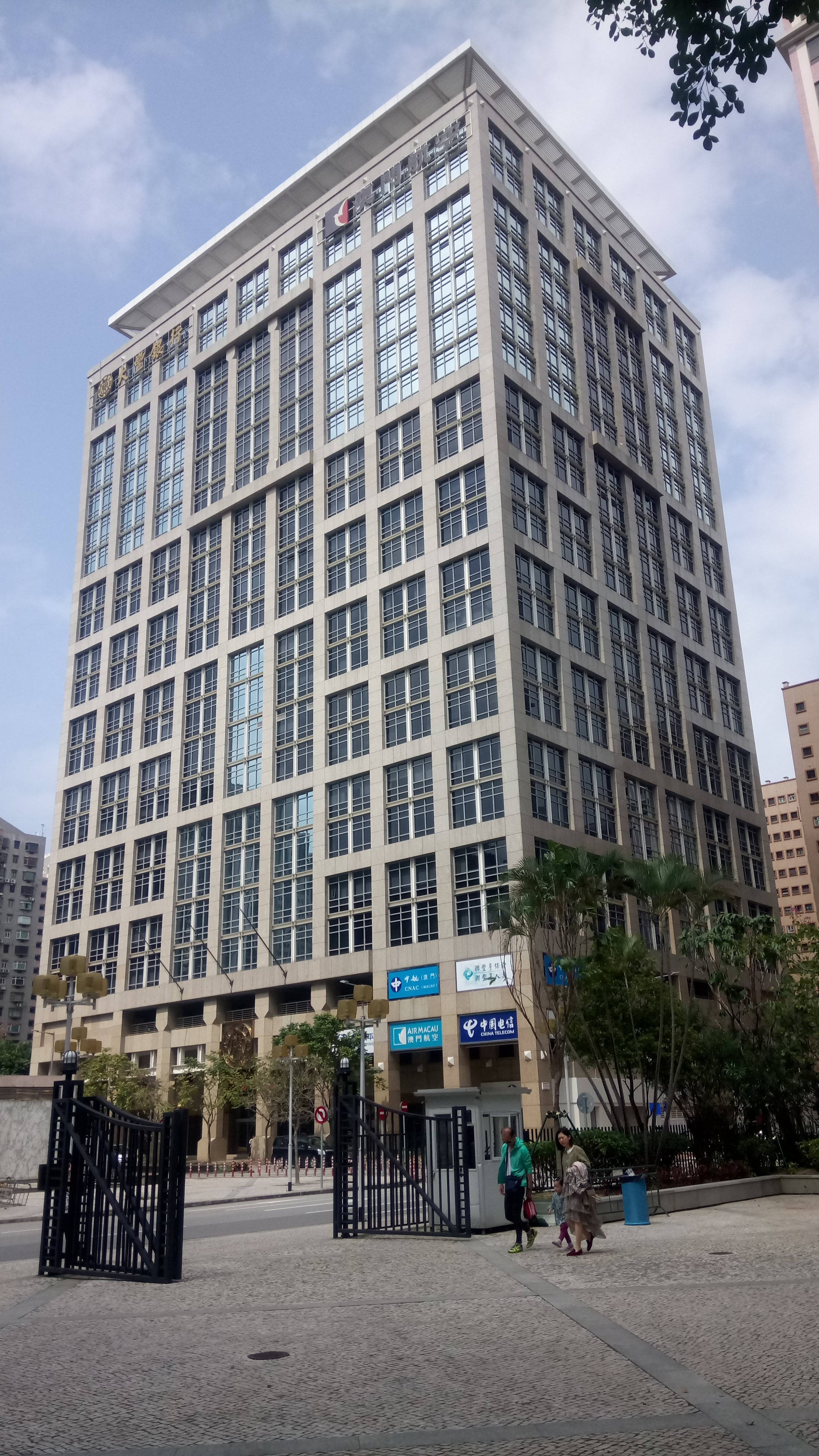
Quartier generale di Air Macau

## Flotta

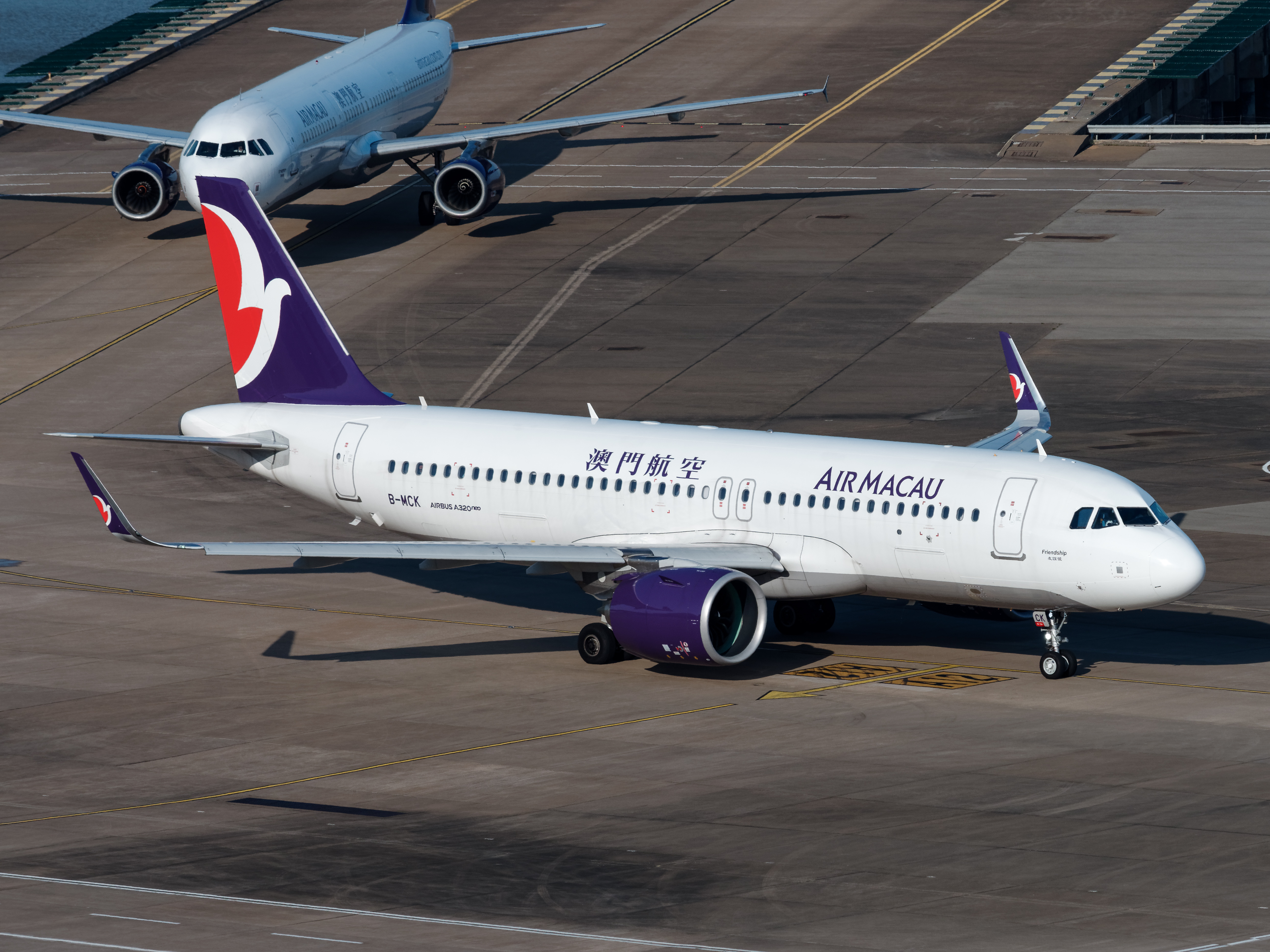
Un Airbus A320neo sulla pista dell'Aeroporto Internazionale di Changzhou

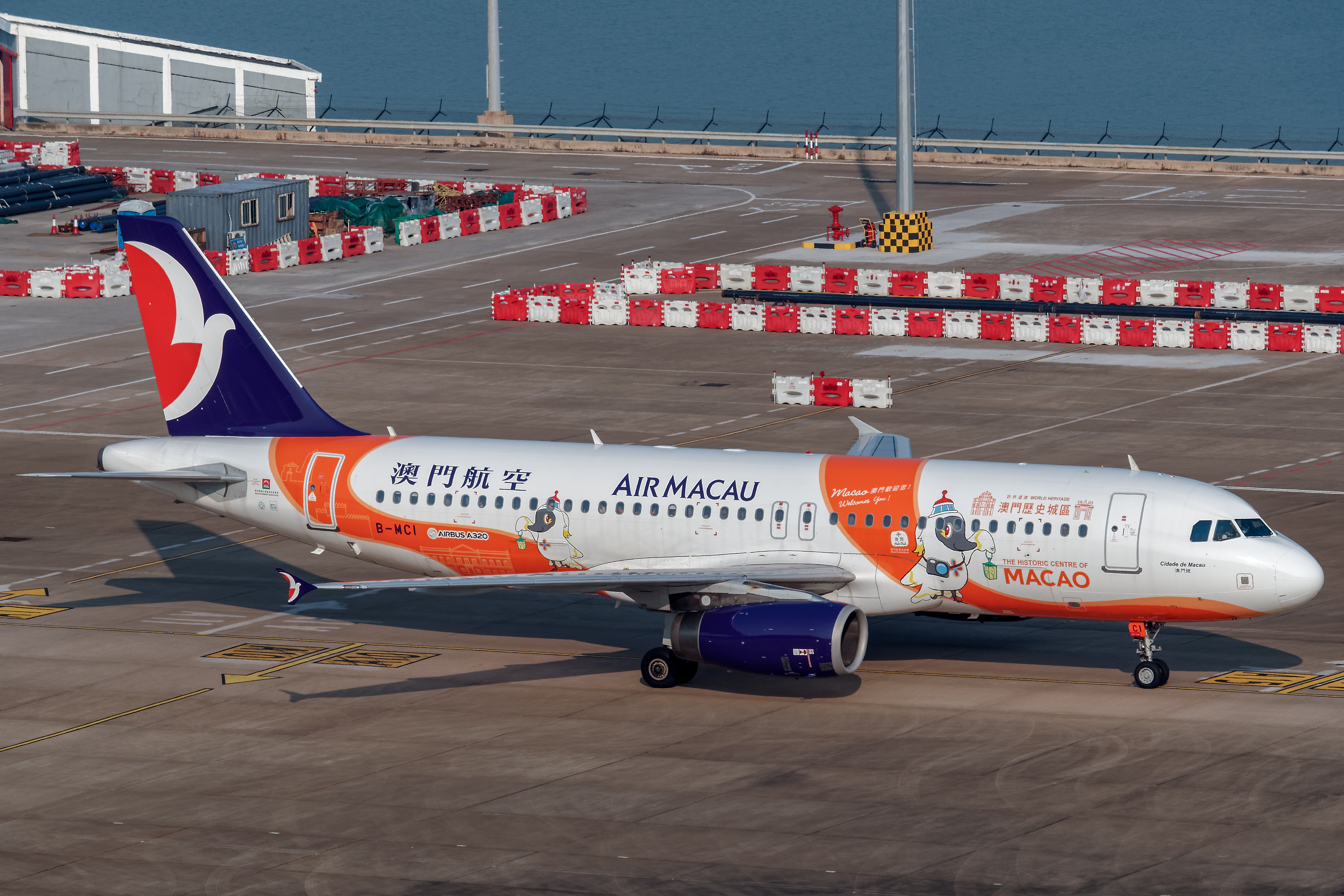
Un Airbus A320-200 in livrea The Historic Centre of Macau sulla pista dell'Aeroporto Internazionale di Macao.

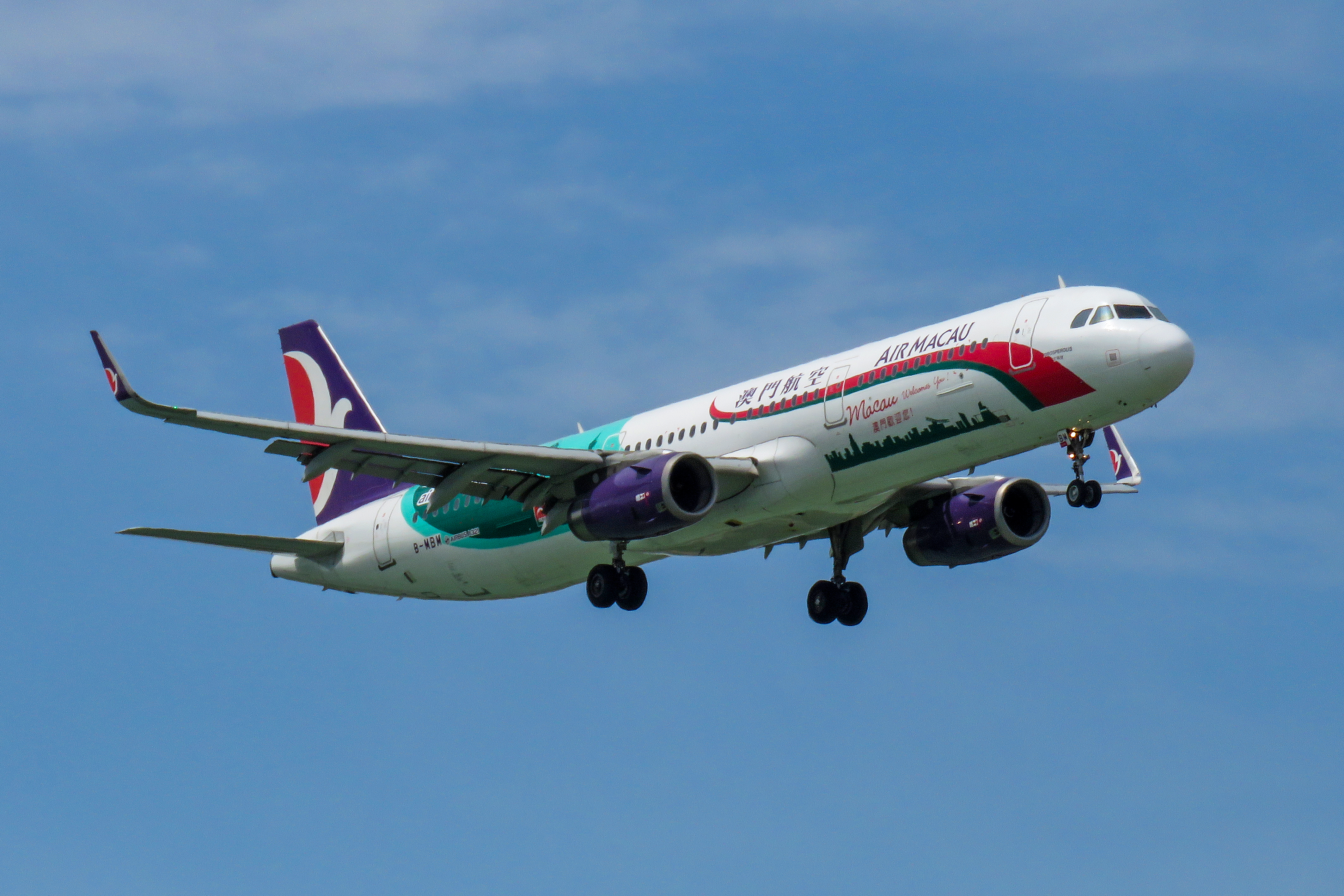
Un Airbus A320-200 in livrea Macau welcomes you in atterraggio all'Aeroporto di Pechino-Capitale.

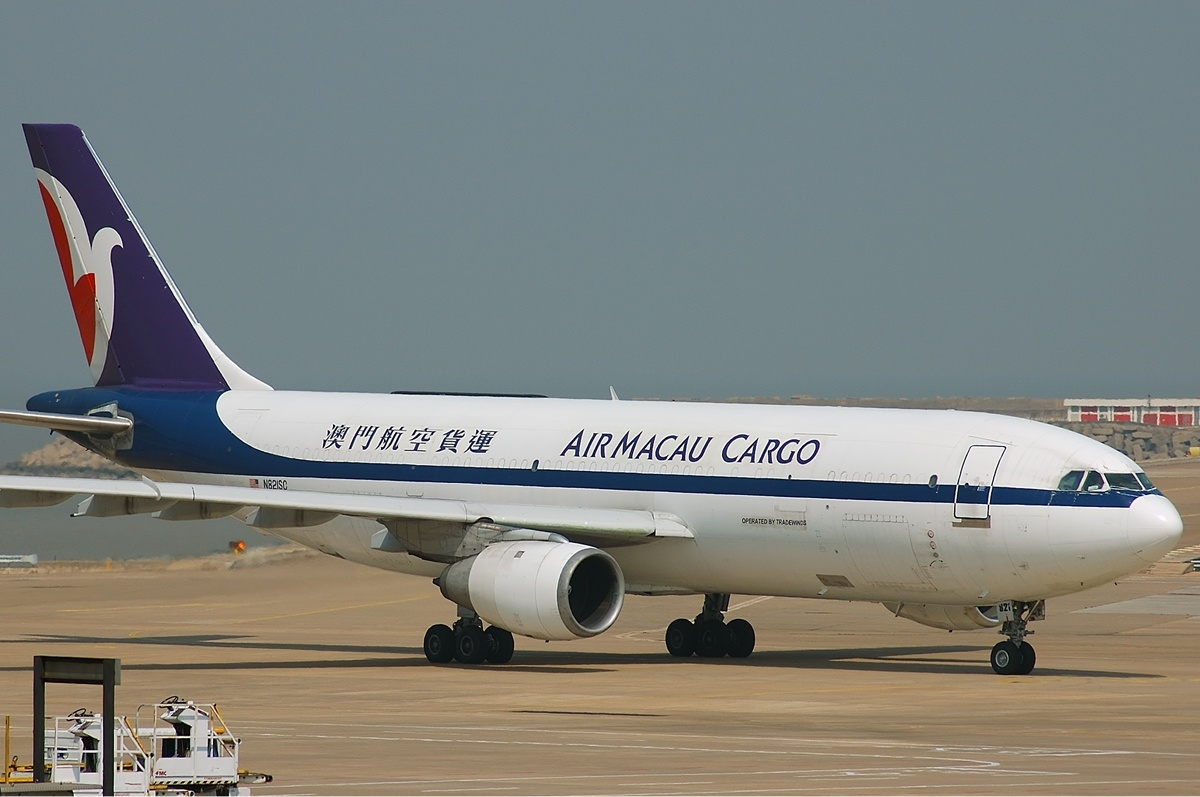
Un Airbus A300B4 di Air Macau Cargo sulla pista dell'Aeroporto Internazionale di Macao

A gennaio 2021, la flotta di Air Macau è composta dai seguenti aeromobili:

### Flotta storica
Nel corso degli anni Air Macau ha operato con i seguenti modelli di aeromobili:

## Programma fedeltà
I clienti di Air Macau godono dello stesso programma frequent flyer di Air China, il PhoenixMiles, che consente ai clienti di accumulare miglia per riscattare vari premi a scelta.

## Servizi

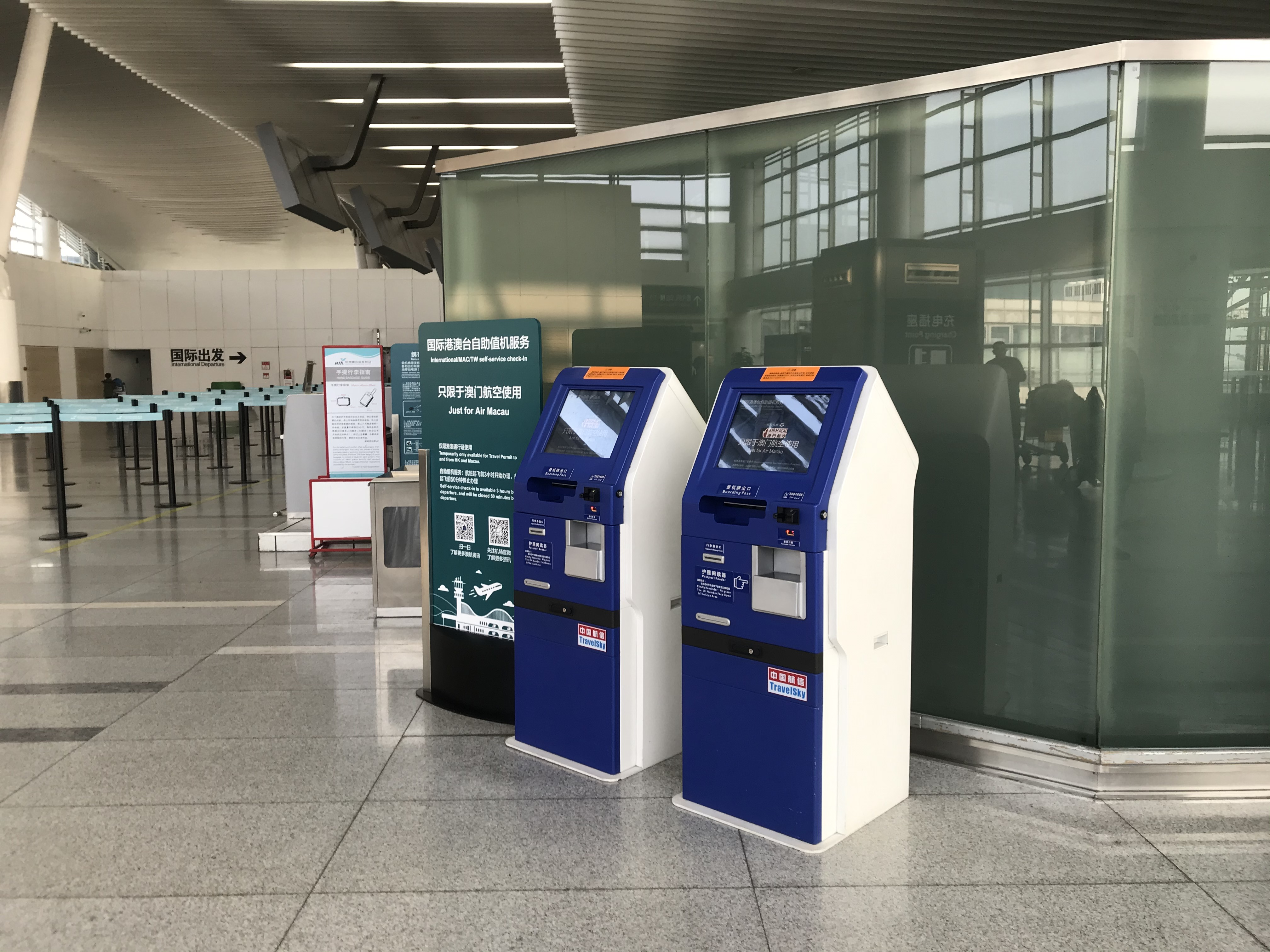
Air Macau self-service check-in all'Aeroporto Internazionale di Macao

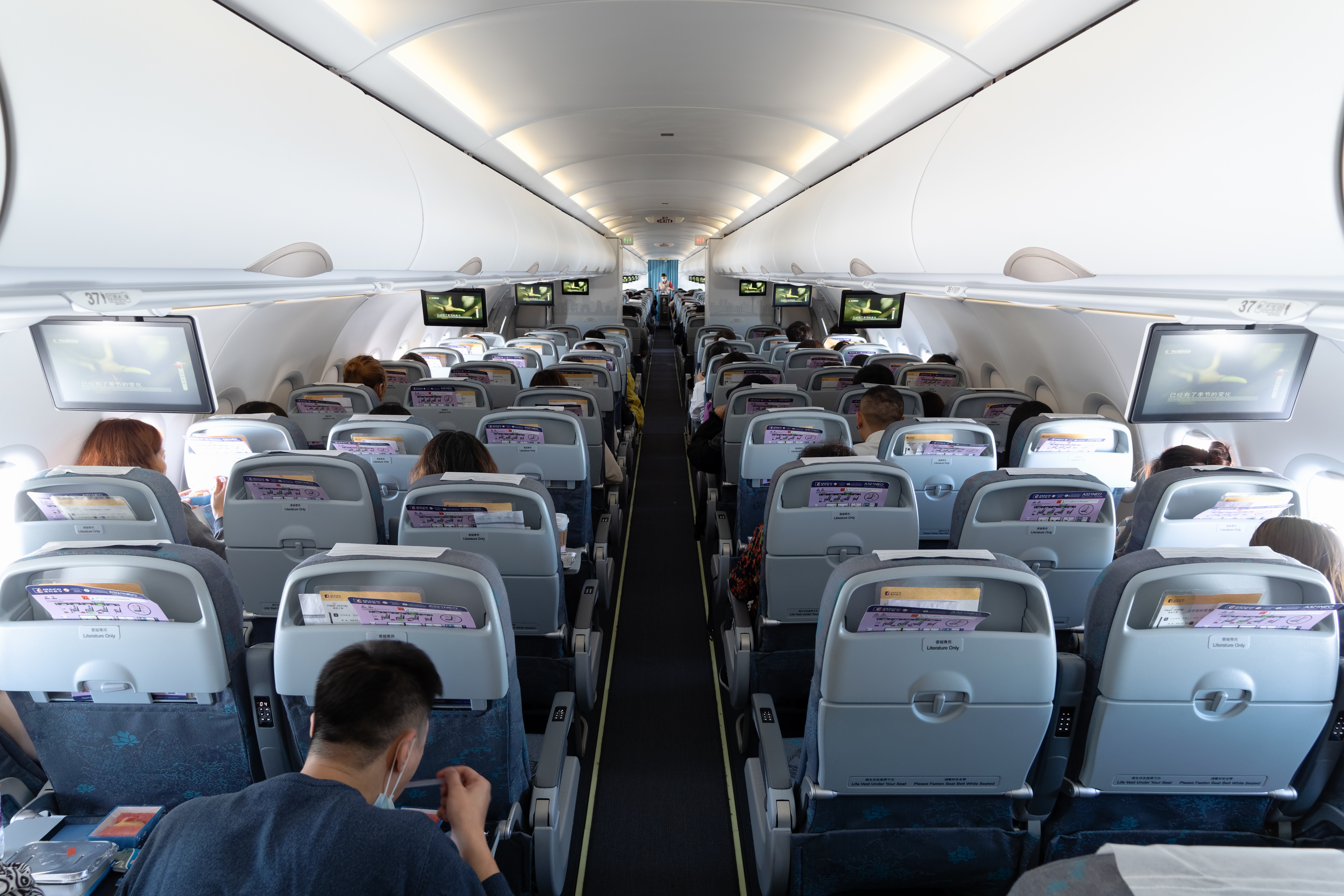
L'economy class di Air Macau a bordo di un Airbus A320neo

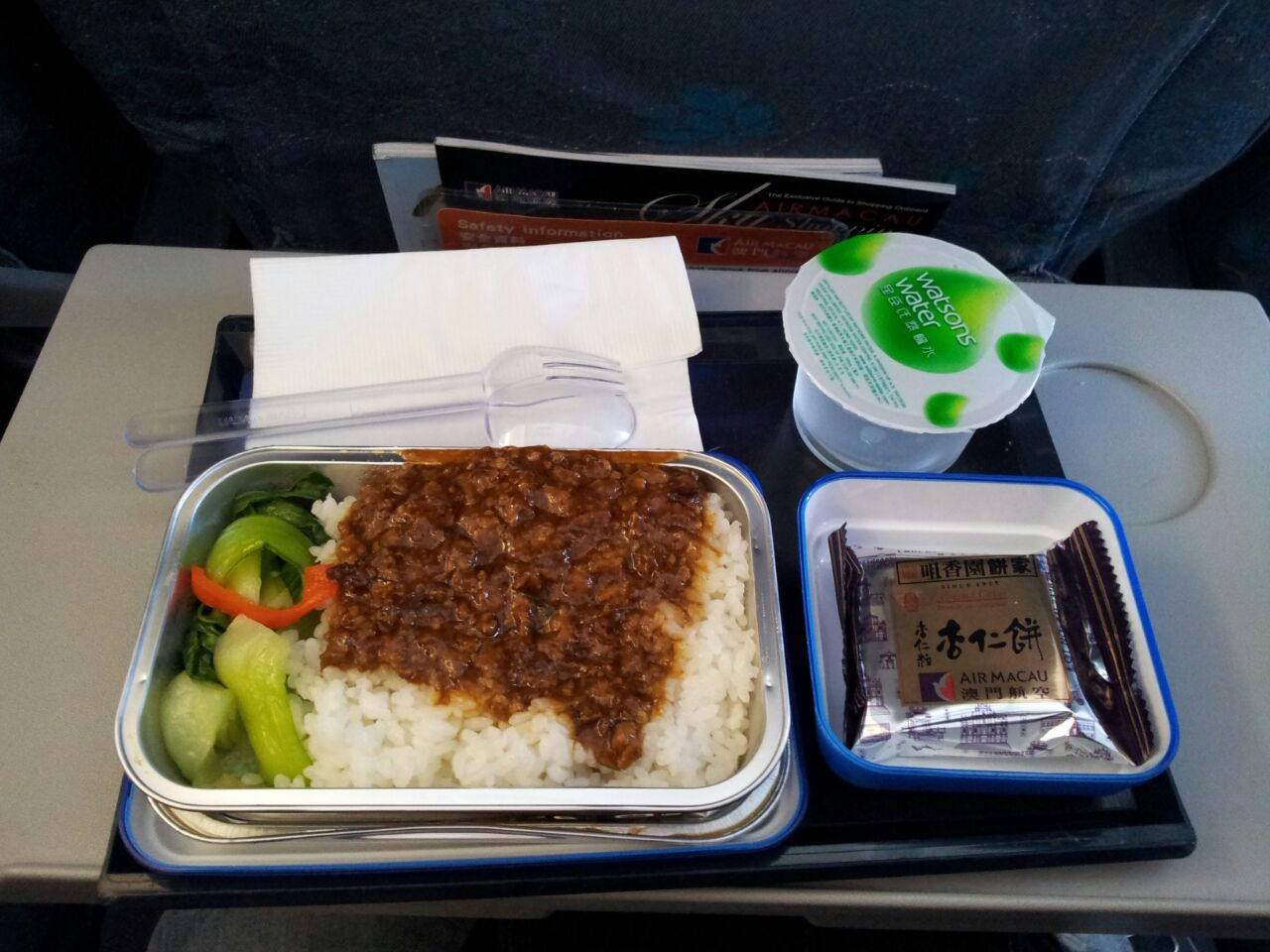
Un pasto servito in economy class

### Assistenza a terra
Air Macau offre ai propri clienti dei servizi aeroportuali dedicati. Nel 2013 Air Macau ha lanciato il servizio di check-in automatico presso l'Aeroporto Internazionale di Macao, disponibile solo per i voli in partenza verso Taiwan, Thailandia e Vietnam. Inoltre Air Macau ha inaugurato nel 2015 la nuovissima Air Macau Lounge dedicata ai clienti in business class, che offre numerosi servizi come il WiFi gratuito, cibi deliziosi, relax e divertimento.

### Cabina
Gli aerei dell'Air Macau operano con una configurazione di cabina a 2 classi: Business Class ed Economy Class.

### Business Class
La Business Class è disposta in configurazione 2-2. I sedili confortevoli sono dotati di poggiatesta e poggiagambe completamente regolabili, oltre ad un notevole spazio per le gambe. Inoltre per i clienti in business class è compreso l'accesso all'Air Macau Lounge e il pass prioritario, che include l'imbarco prioritario al gate e un bagaglio in stiva fino a 30KG.

### Economy Class
L'Economy class è disposta in configurazione 3-3. I sedili in tessuto hanno una larghezza di 45 cm e uno spazio per le gambe di 76 cm.

### Joyful Economy class
La Joyful Economy Class è composta dalle prime 4 file di posti in economy class. I sedili sono uguali a quelli in economy ma con uno spazio maggiore per le gambe. Inoltre i passeggeri godono di servizi premium come giornali, pantofole e bottiglie d'acqua.

### Intrattenimento in volo
AirMacau APP è il sistema di intrattenimento in volo di Air Macau wireless e gratuito. Sono presenti numerosi film, programmi TV, musica e giochi, trasmessi in streaming direttamente sul proprio device.
A bordo è presente anche la rivista mensile The wings of AirMacau, disponibile gratuitamente per tutti i passeggeri.

### Pasti a bordo
Dal 1º marzo 2017 Air Macau collabora con 2 ristoranti Michelin per lanciare una nuova selezione di pasti per la business class. I passeggeri in business class possono scegliere tra 6 diversi menù che includono piatti raffinati e vini di alta qualità. Ai passeggeri in economy class è servito invece un menù standard con bevanda a scelta.

## Accordi commerciali
Air Macau ha siglato accordi di code sharing con le seguenti compagnie aeree:
| - Air China - All Nippon Airways - Asiana Airlines - Korean Air - Shenzen Airlines - Thai Airways |

## Incidenti
Di seguito si citano gli incidenti con o senza conseguenze rilevanti a passeggeri ed equipaggio, nonché strutturali del velivolo coinvolto:
- 11 luglio 2016, il volo Air Macau NX-882, un Airbus A321-200, diretto verso Bangkok da Macao, stava salendo di quota quando l'equipaggio ha deciso di tornare a Macao a causa di un insolito odore in cabina. L'aereo è atterrato in sicurezza a Macao circa 45 minuti dopo.[29]